# ريتشل إبرامز
ريتشل إبرامز (بالإنجليزية: Rachel Abrams)‏ هي كاتِبة وفنانة أمريكية، ولدت في 2 يناير 1951، وتوفيت في 7 يونيو 2013 بسبب سرطان المعدة.

## وصلات خارجية
- ريتشل إبرامز على موقع إن إن دي بي (الإنجليزية)